# 三隣亡
三隣亡（さんりんぼう）とは選日の1つ。

## 概要
三隣亡の由来は全く不明で、いつ頃から三隣亡の慣習が始まったかは判明していないが、江戸時代に入ってから確立されたとする説が有力とされている。三隣亡は江戸時代よりも前の古い暦注解説書には書かれておらず、江戸時代になってから見られるようになっている。
江戸時代の本には「三輪宝」と書かれ、「屋立てよし」「蔵立てよし」と注記されており、現在とは正反対の吉日だったことになる。これがある年に暦の編者が「よ」を「あ」と書き間違え、それがそのまま「屋立てあし」「蔵立てあし」と伝わってしまったのではないかとされているが、真偽は不明である。後に「三輪宝」が凶日では都合が悪いということで同音の「三隣亡」に書き改められた経緯がある。
三隣亡は少し前までは建築関係者の大凶日とされ、棟上げや土起こしなど建築に関することは一切忌むべき日とされた。その字面からこの日に建築事を行うと三軒隣まで亡ぼすとされたためである。現在でも棟上げなど建築に関することの凶日とされ、建築関係の行為は避けられることが少なくない。「高い所へ登るとけがをする」と書いている暦もある。
新潟県や群馬県の一部では三隣亡の日に土産物を貰った者は没落し、贈った方は成金になるという言い伝えがあるので、三隣亡の日に贈り物を贈ることは避ける風習があった。この他に庄内地方には「寅年・午年・亥年は一年中三隣亡」という物があった。
三隣亡の日は節切り（太陰太陽暦）上となる（日本で使用されていた旧暦（月の満ち欠けを基準とした太陰太陽暦）とは異なる）。
| 寅節 | 亥日 |
| 卯節 | 寅日 |
| 辰節 | 午日 |
| 巳節 | 亥日 |
| 午節 | 寅日 |
| 未節 | 午日 |
| 申節 | 亥日 |
| 酉節 | 寅日 |
| 戌節 | 午日 |
| 亥節 | 亥日 |
| 子節 | 寅日 |
| 丑節 | 午日 |